# جی‌جی ۱۲۴۵
جی‌جی ۱۲۴۵ یک ستاره است که در صورت فلکی ماکیان قرار دارد.